# Natallja Zverava
Natallja Zverava (hviderussisk: Наталля Маратаўна Зверава tr. Natallja Maratawna Zverava ; russisk: Ната́лья Мара́товна «Наташа» Зве́рева tr. Natalja Maratovna «Natasjа» Svereva, født 16. april 1971 i Minsk, Hviderussiske SSR, Sovjetunionen) var en professionel kvindelig tennisspiller fra Hviderusland.